# Beta Virginis
β Virginis (Beta Virginis, β Vir) ist ein Stern im Sternbild Jungfrau. Er hat eine scheinbare Helligkeit von 3,61 mag, gehört der Spektralklasse F9 V an und ist nach Parallaxen-Messungen der Raumsonde Gaia 36 Lichtjahre von der Sonne entfernt.
β Virginis trägt den historischen Eigennamen Zavijava (auch Zavijah; aus arabisch الزاوية, DMG az-zāwiya ‚Ecke‘). Der Name geht auf arabisch zawiyat al-cawwa zurück, was in etwa „Ecke des bellenden Hundes“ bedeutet. Andere historische Namen sind Alaraph und Minelauva.
Als ekliptiknaher Stern kann β Virginis vom Mond und (sehr selten) von Planeten bedeckt werden. Die nächste Bedeckung durch einen Planeten wird am 11. August 2069 durch die Venus erfolgen.